# Franz Krienbühl
Franz Krienbühl (24 maart 1929 - 16 april 2002) was een Zwitsers schaatser en architect. Internationaal was Krienbühl actief in de schaatsport van 1968 tot en met 1977. In deze periode nam hij negen opeenvolgende keren deel aan de Europese kampioenschappen, zeven keer aan de Wereldkampioenschappen allround en aan twee edities van de Olympische Winterspelen (in 1968 en 1976).

## Biografie
Zijn internationaal debuut maakte hij op 38-jarige leeftijd op de Winterspelen van 1968 in Grenoble. Op de allroundkampioenschappen eindigde hij meestal bij de laatsten. Hij wist zich echter vijfmaal voor de afsluitende vierde afstand, de 10.000 meter, te kwalificeren (viermaal op een EK – 1969, 1973, 1974, 1976 – en eenmaal op een WK: in 1974). Tweemaal eindigde hij in de top tien van een afstand. Beide keren betrof het de 10.000 meter. De eerste keer was op 25 januari 1976 op het Europees kampioenschap waar hij tiende werd, de tweede keer, 20 dagen later, op 14 februari op de Winterspelen van 1976 in Innsbruck waar hij middels een persoonlijk record de achtste plaats behaalde.
Krienbühl introduceerde in 1974 het strakke, aerodynamische schaatspak in de schaatswereld. Er werd aanvankelijk om gelachen, totdat men ontdekte dat het aangepaste schaatspak wel degelijk van invloed was op de snelheid. De rest van het deelnemersveld volgde al gauw, nog voor de Winterspelen van 1976 schaatste vrijwel iedereen in zo'n schaatspak. Ook aan de schaatsen zelf bracht hij verbeteringen aan.
In de periode 1965-1984 werd hij veertien maal schaatskampioen van Zwitserland. Zijn veertiende titel behaalde hij in 1984 op 55-jarige leeftijd, de laatste wedstrijd waaraan hij deelnam was de Dolder Cup op 2 en 3 november 1985; hij schaatste één afstand en werd vierde op de 3000 meter. Krienbühls beste prestatie was zijn achtste positie op de 10 km van de Olympische Winterspelen van 1976.
In 1989 raakte Krienbühl zwaargewond na een aanrijding op de fiets. Gedurende de operatie kreeg hij een herseninfarct. Tijdens een verblijf in Davos wilde hij nog eenmaal schaatsen, maar daarbij viel hij. Daarna ging het slechter met hem. Hij overleed in april 2002.

## Persoonlijke records
| Afstand      | Tijd     | Datum            | Baan                 |
| ------------ | -------- | ---------------- | -------------------- |
| 500 meter    | 41,78    | 10 januari 1978  | Madonna di Campiglio |
| 1000 meter   | 1.22,19  | 17 maart 1976    | Medeo                |
| 1500 meter   | 2.03,95  | 17 maart 1976    | Medeo                |
| 3000 meter   | 4.19,71  | 18 maart 1976    | Medeo                |
| 5000 meter   | 7.30,03  | 5 maart 1976     | Inzell               |
| 10.000 meter | 15.36,43 | 14 februari 1976 | Innsbruck            |

## Resultaten
| Jaar | EK Allround | WK Allround | Olympische Spelen              |
| ---- | ----------- | ----------- | ------------------------------ |
| 1968 |             |             | 48e 1500m 34e 5000m            |
| 1969 | 16e         | NC26        |                                |
| 1970 | NC24        | NC26        |                                |
| 1971 | NC21        | NC28        |                                |
| 1972 | NC25        | NC24        |                                |
| 1973 | 15e         | NC25        |                                |
| 1974 | 15e         | 16e         |                                |
| 1975 | NS3         |             |                                |
| 1976 | 16e         | NC28        | 27e 1500m 17e 5000m 8e 10.000m |
| 1977 | NC27        |             |                                |